# Mazerolles (Vienne)
Mazerolles è un comune francese di 820 abitanti situato nel dipartimento della Vienne nella regione della Nuova Aquitania.

## Società

### Evoluzione demografica
Abitanti censiti